# Oleg Kisselev
Oleg Kisselev (nacido el 11 de enero de 1967 en Yaroslavl, Rusia) es un exjugador de balonmano de la selección soviética y la selección rusa.
Una de sus grandes virtudes era la visión de juego en el juego 2x2, que combinaba con un sorpresivo lanzamiento en apoyo, al principio de su carrera demoledor, después devaluado por la velocidad de juego. Considerado uno de los mejores jugadores defensivos que han militado en la liga Asobal en la década de los 90.
En la temporada 2007-08, entrenador de la sección de balonmano del BM Lagunak navarro, que milita en segunda nacional. Actualmente entrenador de la base de helvetia anaitasuna.

## Clubes
- 1984-92  Dynamo Astrakhan
- 1992-94  BM Granollers
- 1994-96  Bidasoa Irún
- 1996-97  BM Cantabria
- 1997-04  Portland San Antonio

## Palmarés selección
- Con la selección soviética:
  -  Medalla de plata en el Campeonato del Mundo de 1990
- Trofeos menores
  -  Medalla de oro en Goodwill Games de 1990
  -  Medalla de oro en World Cup de 1990

- Con la selección rusa:
  -  Medalla de oro en Juegos Olímpicos de Barcelona 1992
  -  Medalla de oro en el Campeonato del Mundo de 1993
  -  Medalla de oro en el Campeonato de Europa de 1996
  -  Medalla de oro en el Mundial de Balonmano Júnior de España 1989
  -  Medalla de plata en el Campeonato de Europa de 1994

## Palmarés clubes
- 2 Copa de Europa: 1994-95 y 2000-01
- 1 subcampeonato Copa de Europa: 1995-96
- 1 Recopa de Europa: 1999-00
- 1 Supercopa de Europa: 1999-00
- 1 Liga de la URSS: 1989-90
- 2 Copa del Rey: 1995-96 y 1998-99
- 2 Copa Asobal: 1993-94 y 1996-97
- 1 Supercopa de España: 1995-96